# 964 Subamara
A 964 Subamara (ideiglenes jelöléssel 1921 KS) a Naprendszer kisbolygóövében található aszteroida. Johann Palisa fedezte fel 1921. október 27-én, Bécsben.